# Jang Yun-jeong
Jang Yun-jeong (kor. 장윤정, ur. 16 lutego 1980) – południowokoreańska piosenkarka trotowa.

## Kariera
Jang zadebiutowała w 1999 roku, ale sławę zyskała dopiero w 2005 roku, dzięki przebojowi „Eomeona!” (kor. 어머나, ang. Oh My Goodness!). Piosence przypisuje się ponowną popularyzację muzyki trot w Korei Południowej.
W sierpniu 2014 roku Jang podpisała kontrakt z agencją KOEN Stars, do której należą m.in. Lee Hwi-jae i Lee Kyung-kyu, po tym, jak jej dawna agencja Inwoo Production została zamknięta.
Według ankiety Gallup Korea z 2017 roku Jang była trzecią piosenkarką pod względem popularności w kraju.

## Dyskografia
Albumy studyjne
- Jang Yun-jeong 1-jib (kor. 장윤정 1집) (22 października 2004)[7]
- Jang Yun-jeong 2-jib (kor. 장윤정 2집) (10 maja 2005)[8]
- Jang Yun-jeong 3-jib (kor. 장윤정 3집) (25 września 2006)[9]
- Jang Yun-jeong 4-jib (kor. 장윤정 4집) (27 czerwca 2008)[10]
- Jang Yun-jeong 5-jib (kor. 장윤정 5집) (8 czerwca 2010)[11]
- Jang Yun-jeong 6-jib (10-junyeon Album)) (kor. 장윤정 6집 (10주년 앨범)) (17 grudnia 2012)[12]
- Nyeoja (kor. 女子) (22 kwietnia 2014)[13]
- Préparation (2019)

Inne
- Special Remake 2.5 (5 kwietnia 2006)[14]
- The Encore (kompilacja; 14 września 2007)[15]

## Nagrody i nominacje
| Rok  | Nagroda                 | Kategoria                               | Wynik     |
| ---- | ----------------------- | --------------------------------------- | --------- |
| 2005 | Mnet Asian Music Awards | Najlepsza artystka ("Really!" (짠짜라)) | Nominacja |